# Winter-Universiade 1966/Skilanglauf
Bei der Winter-Universiade 1966 wurden acht Wettbewerbe im Skilanglauf ausgetragen.

## Bilanz

### Medaillenspiegel
| Platz  | Land             | Gold | Silber | Bronze | Gesamt |
| ------ | ---------------- | ---- | ------ | ------ | ------ |
| 1      | Sowjetunion      | 2    | 2      | 2      | 6      |
| 2      | Bulgarien        | 2    | –      | –      | 2      |
| 3      | Polen            | –    | 1      | 1      | 2      |
| 4      | Japan            | –    | 1      | –      | 1      |
| 5      | Tschechoslowakei | –    | –      | 1      | 1      |
| Gesamt | Gesamt           | 4    | 4      | 4      | 12     |

### Medaillengewinner
Männer
| Disziplin         | Gold                                                                                   | Silber                                                              | Bronze                                                                    |
| ----------------- | -------------------------------------------------------------------------------------- | ------------------------------------------------------------------- | ------------------------------------------------------------------------- |
| 15 km Klassisch   | Igor Worontschichin                                                                    | Dmitri Jarlykow                                                     | Wladimir Pustogatschew                                                    |
| 4 × 10 km Staffel | SowjetunionWaleri Tarakanow Wladimir Pustogatschow Dmitri Jarlykow Igor Worontschichin | JapanHiroshi Ogawa Tatsuo Kitamura Akiyoshi Matsuoka Kohei Kamimura | TschechoslowakeiĽudovít Fusko Jan Weißheutel Mojmír Slosiarik Ján Ilavský |

Frauen
| Disziplin        | Gold                                                            | Silber                                                         | Bronze                                       |
| ---------------- | --------------------------------------------------------------- | -------------------------------------------------------------- | -------------------------------------------- |
| 8 km Klassisch   | Krastana Stoewa                                                 | Weronika Budny                                                 | Ljudmila Alimowa                             |
| 3 × 5 km Staffel | BulgarienKrastana Stoewa Nadeschda Wassiljewa Wieliczka Pandewa | SowjetunionSchanna Jelistratowna Ljudmila Alimowa Zoja Leskowa | PolenTeresa Merena Maria Krok Weronika Budny |